# Рябинка (Омская область)
Рябинка — деревня в Москаленском районе Омской области России. Входит в состав Ивановского сельского поселения.

## История
В соответствии с Законом Омской области от 30 июля 2004 года № 548-ОЗ «О границах и статусе муниципальных образований Омской области» деревня выведена из Ильичёвской  сельской администрации и вошла в состав образованного муниципального образования «Ивановское сельское поселение».

## География
Рябинка находится на юге-западе региона, в лесостепи в пределах Ишимской равнины, относящейся к Западно-Сибирской равнине, у болот Башкирское и Сухой Перелаз. В окрестностях распространены берёзовые и берёзово-осиновые колки.

## Население
| 2010 |
| ---- |
| 36   |

Гендерный состав
По данным Всероссийской переписи населения 2010 года в гендерной структуре населения из 36 человек мужчин — 17, женщин — 19	(47,2 и 52,8 % соответственно)
Национальный состав
Согласно результатам переписи 2002 года, в национальной структуре населения русские составляли 94 % от общей численности населения в 46 чел..

## Инфраструктура
Личное подсобное хозяйство.

## Транспорт
Просёлочные дороги.